# Mainburg
Mainburg – miasto w Niemczech, w kraju związkowym Bawaria, w rejencji Dolna Bawaria, w regionie Landshut, w powiecie Kelheim, siedziba wspólnoty administracyjnej Mainburg, do której jednak nie należy. Leży około 30 km na południe od Kelheim, nad rzeką Abens, przy autostradzie A93 i drodze B301.
Miasto jest siedzibą klasztoru ojców Paulinów.